# Francolin de Swainson
 (juillet 2017).
Si vous disposez d'ouvrages ou d'articles de référence ou si vous connaissez des sites web de qualité traitant du thème abordé ici, merci de compléter l'article en donnant les références utiles à sa vérifiabilité et en les liant à la section « Notes et références ».
Pternistis swainsonii
Espèce
Statut de conservation UICN

 LC  : Préoccupation mineure
Le Francolin de Swainson (Pternistis swainsonii) est une espèce d'oiseaux de la famille des Phasianidae vivant en Afrique. Son nom scientifique comme son nom vernaculaire commémorent le naturaliste William Swainson (1789-1855).

## Description

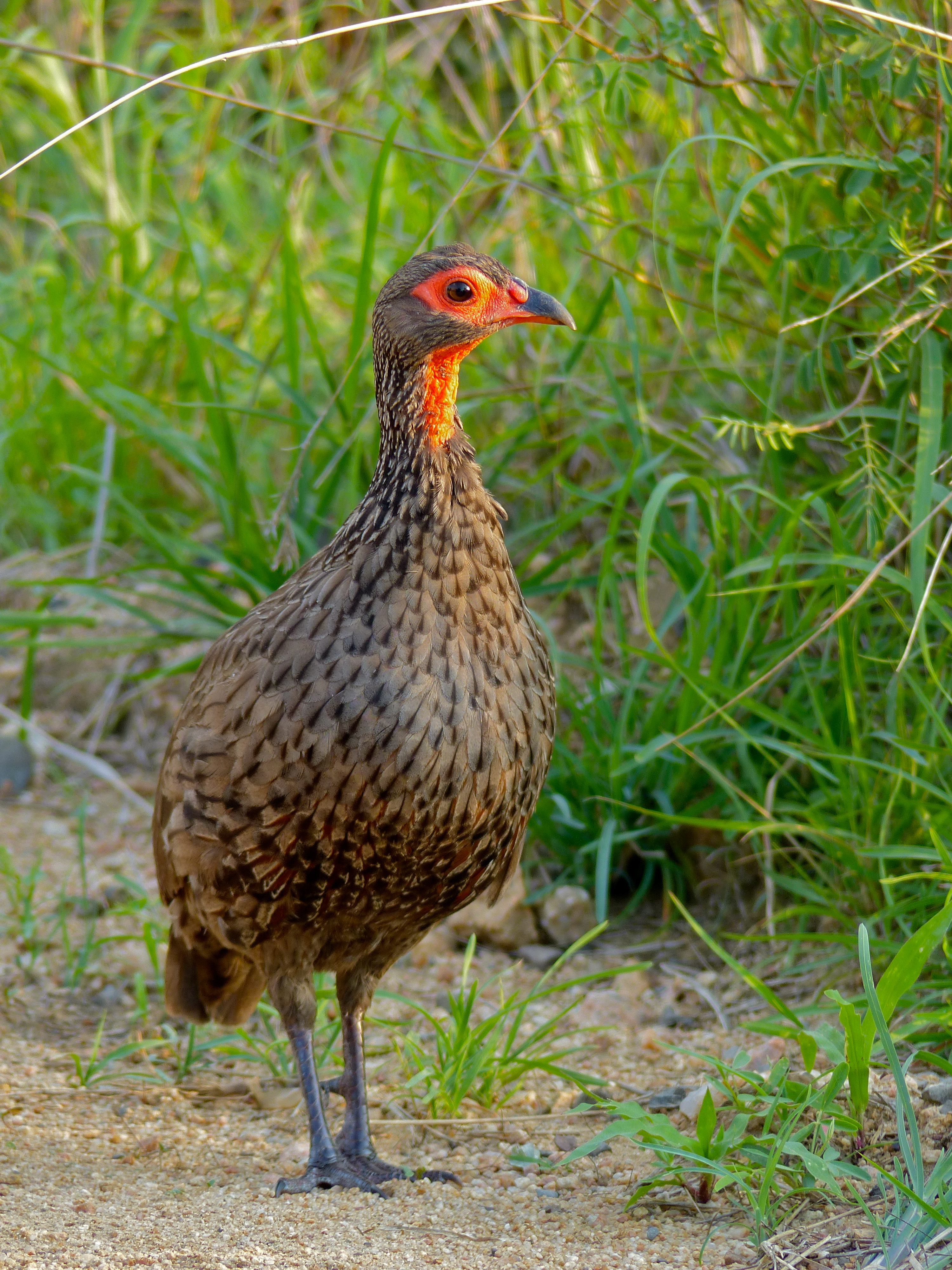
Francolin de Swainson (Parc national Kruger, Afrique du Sud)

## Répartition
Cette espèce est présente au Malawi, en Zambie, au Zimbabwe, au Botswana, à l'extrême sud-ouest de l’Angola, au nord de la Namibie, au sud-ouest du Mozambique, au sud du Swaziland, à l'est de l’Afrique du Sud et au Lesotho.

## Sous-espèces
Deux sous-espèces sont reconnues même si la variation est faible. Les populations du Botswana, de la Namibie et du Zimbabwe sont intermédiaires et ont fait l’objet de différentes distinctions sub-spécifiques. Les formes F. s. damarensis Roberts 1931, * F. s. gilli Roberts 1932, F. s. chobiensis Roberts 1932 ont été reprises dans la forme nominale (Madge & McGowan 2002).
- F. s. swainsonii  (Smith, 1836) : Malawi, Zambie, Botswana (sauf le sud-ouest), extrême sud-ouest de l’Angola, nord de la Namibie, est de l’Afrique du Sud avec le Lesotho.
- F. s. lundazi  White, 1947 : sud-ouest du Mozambique, nord et ouest du Zimbabwe. Légèrement plus petit, distinctement plus pâle et plus brun et avec une striation plus serrée.

## Habitat
Ce francolin semble plus tributaire de l'eau que les autres, et se rencontre près de rivières ou de mares. Il habite les zones herbeuses sèches pourvues d’un couvert buissonneux, les lisières de forêts riveraines, les cultures, les savanes sèches, la brousse parsemée de buissons épineux, les zones herbeuses à proximité de champs de céréales. (Urban et al. 1986).

## Alimentation
Le régime alimentaire comprend des bulbes, tubercules, racines, baies, grains de céréales, feuilles d’herbe et pousses de maïs (del Hoyo et al. 1994). Au Transvaal, une analyse de contenus stomacaux a révélé 30 % de céréales (maïs, blé, haricot), 25 % de graines de plantes indigènes, surtout de plantes herbacées des genres Urochloa, Eleusine, Panicum, Digitaria, Juncus, Concurus[Quoi ?], 14 % de racines et de bulbes dont, de façon prédominante, le genre Cyperus, 7 % d’arthropodes et 2 % de feuilles vertes. En été les arthropodes représentent jusqu’à 20 % du poids total, en hiver et au printemps les grains cultivés sont dominants (Urban et al. 1986).

## Mœurs
D’une nature plutôt timide, le francolin de Swainson se nourrit néanmoins à découvert et même dans les cultures. Il se tient seul ou en petits groupes comptant jusqu’à huit individus, s’associant souvent aux francolins à gorge rouge, à bec rouge et du Natal pour le nourrissage. Il boit et se nourrit deux fois par jour, au petit matin et en fin d’après midi. Il passe la nuit dans les arbres bas et dans les buissons, et il peut rester perché dans les arbres ou les buissons lors de matinées pluvieuses. Il s’expose ensuite au soleil pour sécher et lisser son plumage. Il préfère la course au vol pour échapper aux prédateurs, mais il est capable de voler de façon très agile et rapide, au point de pouvoir échapper à un rapace. Il émet ses vocalises tôt le matin ou en fin d’après-midi (Urban et al. 1986, Hennache & Ottaviani 2011).

## Voix

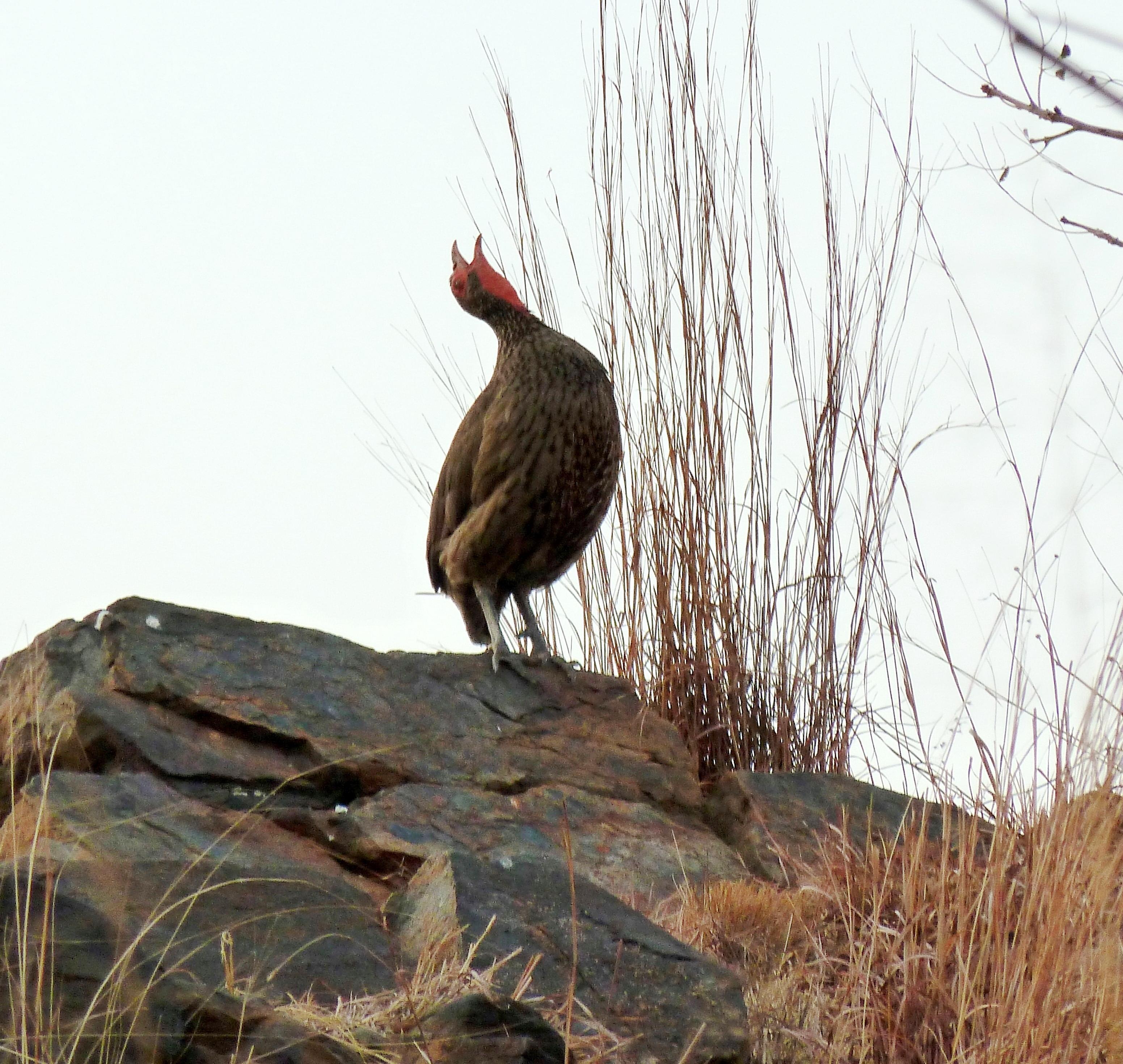
Un francolin de Swainson émet son cri en fin de journée dans la, en Afrique du Sud.

L’espèce est considérée comme monogame et territoriale, se tenant généralement en couples ou en petits groupes familiaux comptant jusqu’à huit oiseaux. Le cri d’envol est un qua-qua-qua-quak et le cri territorial consiste en un croassement répété, guttural et grinçant, diminuant en volume et descendant en tonalité kwaaark-kwaaark-kaaark-kaark-kaark-krr-krr-krr. Il est émis par le mâle, parfois repris par la femelle avec un cri plus faible rappelant celui d’un enfant humain kwee-ke-ke-kwee. Le mâle lance son cri territorial en se redressant, le bec pointé vers le haut, tout en gonflant modérément la peau rouge de sa gorge. Ce cri est émis depuis un petit promontoire (souvent une termitière), notamment au moment du perchage (Urban et al. 1986).

## Nidification
Elle peut avoir lieu à tout moment de l’année selon la localité. En Afrique du Sud, elle a lieu de décembre à mai, parfois à n’importe quel mois ou deux fois dans l’année. Au Swaziland, au Botswana et en Namibie, entre février et mai ; au Zimbabwe, de novembre à août (surtout en février-mars) ; au Mozambique, à différentes périodes de l’année ; en Zambie, de mai à juillet et en décembre (del Hoyo et al. 1994).

## Statut, conservation
Le francolin de Swainson reste commun, voire abondant dans toute son aire, car il a tiré parti des ressources offertes par l’agriculture et a ainsi multiplié ses effectifs même s’il reste activement chassé dans de nombreuses localités (Urban et al. 1986).
Selon del Hoyo et al. (1994), le francolin de Swainson est considéré comme commun ou abondant à travers la majeure partie de son aire de distribution atteignant 1,5 million de km2 . En Afrique du Sud, ses effectifs atteignent  un million d’oiseaux avec des populations stables et une aire en augmentation. Il habite plusieurs sites protégés mais semble pouvoir subsister sans protection particulière. Il visite les zones cultivées et a même remplacé le francolin à gorge rouge (P. afer) dans les zones agricoles de la région de Harare dans le nord-est du Zimbabwe. En 1972, 6700 individus ont été abattus au Zimbabwe, nombre élevé qui indiquerait que la saison de chasse doit être réduite à une période allant d’août à novembre. Ailleurs, l’espèce ne nécessite pas de protection particulière. Madge & McGowan (2002) confirment son statut de commun et même en augmentation dans les zones où il semble évincer le francolin à gorge rouge.